# ジャッキー・ケリー
ジャクリン・マリー・ケリー（Jacqueline Marie Kelly、1964年2月18日 - ）は、ニュージーランド生まれのオーストラリアの元政治家、元オーストラリア空軍の軍人。オーストラリア自由党所属。
1996年にニューサウスウェールズ州のリンジー選挙区から出馬し当選したが、空軍に雇用されていることとニュージーランド国籍を破棄していないことが問題となった。しかしこの件はあまり追及されず、11月に行われた再選挙でし再当選を果たした。1998年にはオーストラリア観光省長官に就任し、2001年まで3年間務めた。2007年11月、イスラム系テロリスト団体がリンジー地区にモスクを立てるとの偽のパンフレットが出回り、ケリーの夫であるゲイリー・クラークがパンフレットを配布していたことからスキャンダルとなり、ケリーは引退した。